# Caoísmo

A Caosfera

O Caoísmo é um paradigma ou uma visão de mundo que considera que existe — e sempre existiu — um plano disforme e que contém tudo em sua forma latente, chamado Caos. Este seria o universo “real” e intangível a partir do qual são formados um ou mais universos físicos, estes feitos de matéria e energia comuns.
Porém, no Caos, as informações são armazenadas de uma forma extremamente complexa, e as ideias possuem conexões entre si, compartilhando alguns aspectos e se opondo em outros.
Quando estas ideias são manifestadas no mundo físico, ou precisam ser explicadas por meio da linguagem, decaem para apenas uma das formas possíveis, e essa dualidade exclui as outras possibilidades de explicação. Assim, são criados panteões de deuses, bibliotecas simbólicas e conjuntos de elementos da natureza, que podem parecer diferentes entre si para cada cultura, quando na verdade trata-se de formas diferentes de se explicar o mesmo Universo.
A Magia do Caos descende diretamente do Caoísmo, e é sua aplicação no campo mágico. Nesta vertente mágica, estudam-se as estruturas gerais e as classificações globais dos elementos de magia, para isto muitas vezes utilizando termos de sistemas mágicos já existentes, ou criando-se novos termos para evitar a confusão com elementos já consagrados.
Os princípios do Caoísmo se assemelham muito aos do Platonismo, do Gnosticismo, da Psicanálise Junguiana (de Carl Gustav Jung), entre outras filosofias. Além disso, o conceito de Caos é muito similar ao do Vácuo Quântico.